# Тазлар
Тазлар (венг. Tázlár) — посёлок(község) в медье Бач-Кишкун в Венгрии.

## История
Название «Тазлар» для этих мест упоминается ещё в документе 1424 года. В XVIII веке эти земли были во владении различных помещиков. Самостоятельная деревня Тазлар была создана в 1872 году.
На 1 января 2015 года в посёлке проживало 1773 человека.
Здесь (с 1976 года) проводил полевые исследования британский социальный антрополог Крис Ханн. В связи с чем отмечается: "Довольно бедный регион досоциалистической эпохи, Тазлар процветал в течение последних десятилетий социализма, прежде чем испытать экономический и демографический спад после 1990 года". (Подробнее см., напр., .)

## Население
| Год  | Численность | Численность |
| ---- | ----------- | ----------- |
| 2013 | 1797        | [ 4 ]       |
| 2014 | 1774        | [ 5 ]       |
| 2018 | 1776        | [ 6 ]       |
| 2021 | 1785        | [ 7 ]       |
| 2022 | 1640        | [ 8 ]       |
| 2023 | 1673        | [ 9 ]       |
| 2024 | 1661        | [ 1 ]       |